# エンジェル・フェイス
エンジェル・フェイス（英: Angel Face）は、ジン、カルヴァドス、アプリコット・ブランデーを使用したカクテル。

## 概要
古くから知られるカクテルで、1930年刊行の『サヴォイ・カクテルブック』（ハリー・クラドック著）の記載が確認できている最古の文献である。
発祥にはいくつかの説があり、はっきりとはしていない。
- 後にパリでハリーズ・ニューヨーク・バー（英語版）を開業するハリー・マッケルホーン（英語版）がロンドン時代の1919年7月19日にロンドンで第一次世界大戦の戦勝パレードがおこなわれた際にこれを記念して創作した[4][5]。
- 1920年代にデトロイトで悪行を働き、「エンジェル・フェイス」と呼ばれたギャングのエイブ・カミンスキーに触発されて創作された。創作者は不明[4][5]。

映画『カサブランカ』に由来するという説もあるが、映画の公開は1942年で上述のように1930年にはカクテルブックに掲載されているため、この説は誤りである。
アルコール度数は高いが、口当たりは優しいため女性向けのカクテルとされる。江國香織はエッセイ集『とるにたらないもの』でフィレンツェのバーでこのカクテルを試したときの感想を「一口啜っただけで殴られたかと思うくらい強い」と表現した。
日本においてはアプリコット・ブランデーをアプリコットリキュールに換えたレシピのほうが知られている。

## レシピの例
国際バーテンダー協会によるレシピを以下に挙げる。
材料
- ジン - 30ml
- アプリコット・ブランデー - 30ml
- カルヴァドス - 30ml

作り方
1. 全ての材料と氷と共にシェイクし、カクテルグラスに注ぐ。